# Walter Devereux, 1. jarl af Essex
Walter Devereux, 1. jarl af Essex (1541 – 22. september 1576) var en engelsk adelsmand og general. Fra 1573 og frem til sin død kæmpede han i Irland i forbindelse med Irlands bosættelse, hvor han beordrede massakren på øen Rathlin. Han var far Robert Devereux, 2. jarl af Essex, der var Elizabeth 1.'s favorit i hendes senere år.
Som erstatning for de tab, han havde lidt herved, udnævntes han til jarlmarskal over Irland.